# Filmåret 1978

## Händelser

### Mars
- 1 mars – Charlie Chaplins kvarlevor försvinner från graven utanför Montreux.[1]

### Maj
- 17 maj – Charlie Chaplins kropp återfinns vid Villeneuve nära Genèvesjön. Två tjuvar grips samtidigt för att ha försökt få ut en lösensumma mot kistan.[1]

### Juni
- 11 juni – Jörn Donner utses till ny chef för Svenska Filminstitutet efter Harry Schein.[1]
- 29 juni – Per Ahlmark utses till ny ordförande för Svenska Filminstitutets styrelse efter Harry Schein.[1]

### Juli
- 14 juli – Ingmar Bergman fyller 60 år och firas på Fårö.[1]

### Augusti
- 19 augusti – Biografen Rex i Abadan drabbas av en förödande mordbrand som kräver 477 människoliv.[1]

## Academy Awards/Oscari urval (komplett lista)
| Kategori                  | Vinnare                            |
| ------------------------- | ---------------------------------- |
| Bästa film                | Deer Hunter                        |
| Bästa regi                | Michael Cimino (Deer Hunter)       |
| Bästa manliga huvudroll   | Jon Voight (Hemkomsten)            |
| Bästa kvinnliga huvudroll | Jane Fonda (Hemkomsten)            |
| Bästa manliga biroll      | Christopher Walken (Deer Hunter)   |
| Bästa kvinnliga biroll    | Maggie Smith (California Suite)    |
| Bästa utländska film      | Préparez vos mouchoirs (Frankrike) |

## Årets filmer

### A - G
- Alla helgons blodiga natt
- The big sleep - Den stora sömnen
- Bomsalva
- Capricorn One
- Dante – akta're för Hajen!
- Dawn of the Dead
- Deer Hunter
- Det faller ett träd
- Det våras för mormor
- En och en
- En på miljonen
- F.I.S.T.
- Frihetens murar
- Game of Death
- Grease

### H - N
- Hajen 2
- Himmelska dagar
- Höstsonaten
- Karlstad av idag och igår
- Karlsvik – en by som Gud har glömt
- Lyftet
- Man måste ju leva...
- Mannen i skuggan
- Maria Brauns äktenskap
- Midnight Express
- Mördartomaterna anfaller

### O - U
- Picassos äventyr
- Sagan om ringen
- Slumrande toner
- Superman - The Movie
- Tjejen som visste för mycket
- Trollkarlens lärling
- Tältet

### V - Ö
- Var välsignad
- Viddernas folk
- Över alla hinder

## Födda
- 7 februari
  - David Carmel, svensk skådespelare.
  - Ashton Kutcher, amerikansk skådespelare, programledare, modell och producent.
- 10 februari – Emma Peters, svensk skådespelare.
- 20 februari – Jay Hernandez, amerikansk skådespelare.
- 1 mars – Jensen Ackles, amerikansk skådespelare.
- 23 mars – Nicholle Tom, amerikansk skådespelare.
- 8 maj – Josie Maran, amerikansk fotomodell (supermodell) och skådespelare.
- 11 maj – Laetitia Casta, fransk supermodell och skådespelare.
- 30 maj – Ellen Bredefeldt, svensk skådespelare.
- 2 juni – Justin Long, amerikansk skådespelare.
- 4 juni – Julia Marko-Nord, svensk skådespelare.
- 10 juni – Shane West, amerikansk musiker och skådespelare.
- 19 juli – Topher Grace, amerikansk skådespelare.
- 21 juli
  - Justin Bartha, amerikansk skådespelare.
  - Josh Hartnett, amerikansk skådespelare.
- 9 augusti – Audrey Tautou, fransk skådespelare.
- 21 september – Paulo Costanzo, kanadensisk skådespelare.
- 3 oktober – Shannyn Sossamon, amerikansk skådespelare.
- 10 oktober – Jodi Lyn O'Keefe, amerikansk skådespelare.
- 7 november – Cajsalisa Ejemyr, svensk skådespelare och sångare.
- 9 november – Sisqó, amerikansk rhythm and blues-sångare och skådespelare.
- 24 november
  - Katherine Heigl, amerikansk skådespelerska och fotomodell.
  - Vanessa Incontrada, italiensk-spansk fotomodell, skådespelare och TV-programledare.
- 5 december – Jesper Salén, svensk skådespelare.
- 8 december – Ian Somerhalder, amerikansk skådespelare och fotomodell.

## Avlidna
- 5 januari – Arne Ragneborn, svensk skådespelare, regissör och manusförfattare.
- 11 januari – Michael Bates, brittisk skådespelare (cancer).
- 19 februari – Arvid Olson, svensk konstnär och filmpionjär.
- 13 mars – Ottar Wicklund, norsk skådespelare.
- 19 mars – Winifred Westover, amerikansk skådespelare.
- 22 mars – Gustav Svensson, svensk missbrukare som blev känd genom dokumentären Dom kallar oss mods.
- 19 april – Manetta Ryberg, svensk skådespelare.
- 4 juni – Emy Owandner, svensk skådespelare och operettsångerska.
- 27 juli – Gösta Wallenius, svensk textförfattare, kapellmästare, kompositör och arrangör av filmmusik.
- 6 augusti – Ivar Hallbäck, svensk operasångare (andre tenor) och skådespelare.
- 25 augusti – Gösta Terserus, svensk teaterskolledare och skådespelare.
- 26 augusti – Charles Boyer, amerikansk skådespelare.[1]
- 28 augusti – Robert Shaw, brittisk skådespelare
- 3 september – Karin Molander, svensk skådespelare.[1]
- 9 september – Jack Warner, amerikansk filmbolagsdirektör och filmproducent.[1]
- 15 september – Bruce Montgomery, brittisk filmmusik-kompositör.
- 24 september – Nils Nordståhl, svensk skådespelare.
- 13 oktober – Elsa Carlsson, svensk skådespelare.
- 28 oktober – Margareta Fahlén, svensk skådespelare.
- 1 november – Kjell Jansson, svensk skådespelare.
- 4 december – Tancred Ibsen, norsk regissör och manusförfattare.
- 10 december
  - Olof Thiel, svensk filmproducent och kompositör.
  - Ed Wood, amerikansk filmregissör.
- 17 december – Per Björkman, svensk skådespelare.

### Fotnoter
1. 1 2 3 4 5 6 7 8 9   Horisont 1978. Bertmarks